# Prima Divisione Lazio 1942-1943
La Prima Divisione fu il massimo campionato regionale di calcio disputato in Italia nella stagione 1942-1943.
La Prima Divisione fu organizzata e gestita dai Direttori Regionali di Zona.
Per motivi contingenti il D.D.S. non fece disputare le finali per la promozione in Serie C.
Fu il quarto livello della XL edizione del campionato italiano di calcio.
Il campionato giocato nella regione Lazio fu organizzato e gestito dal Direttorio X Zona (Lazio).

## Girone A

### Squadre partecipanti
| Squadra                       | Città (provincia)    | Stagione 1941-1942 |
| ----------------------------- | -------------------- | ------------------ |
| A.S. Alba Motor (B = riserve) | Roma                 |                    |
| Dop. Albano                   | Albano Laziale (RM)  |                    |
| Gr.Az. B.P.D. (B = riserve)   | Colleferro (RM)      |                    |
| S.S. Cynthia                  | Genzano di Roma (RM) |                    |
| S.S. Latina                   | Roma                 |                    |
| Dop. dello Spettacolo         | Roma                 |                    |
| G.S. Trionfale                | Roma-Trionfale       |                    |
| A.S. Veliterna                | Velletri (RM)        |                    |

### Classifica finale
|  | Pos. | Squadra | Pt | G | V | N | P | GF | GS | DR |
|  | ---- | ------- | -- | - | - | - | - | -- | -- | -- |
|  | 1.   | Latina  | ?  | ? | . | . | . | .. | .. | +? |
|  | 2.   | ???     | ?  | ? | . | . | . | .. | .. | +? |
|  | 3.   | ???     | ?  | ? | . | . | . | .. | .. | +? |
|  | 4.   | ???     | ?  | ? | . | . | . | .. | .. | +? |
|  | 5.   | ???     | ?  | ? | . | . | . | .. | .. | -? |
|  | 6.   | ???     | ?  | ? | . | . | . | .. | .. | -? |
|  | 7.   | ???     | ?  | ? | . | . | . | .. | .. | -? |
|  | 8.   | ???     | ?  | ? | . | . | . | .. | .. | -? |

Legenda:

      Ammesso alle finali regionali.
Note:

Due punti a vittoria, uno a pareggio, zero a sconfitta.
Pari merito in caso di pari punti.

## Girone B

### Squadre partecipanti
| Squadra                            | Città (provincia) | Stagione 1941-1942 |
| ---------------------------------- | ----------------- | ------------------ |
| Bracciano                          | Bracciano (RM)    |                    |
| G.S. Fausto Cecconi                | Roma              |                    |
| G.S. Elettronica                   | Roma              |                    |
| Guidonia                           | Guidonia (RM)     |                    |
| S.S. La Disperata                  | Roma              |                    |
| G.S. R.S.T. Littorio (B = riserve) | Roma              |                    |
| Dop.Az. S.I.E.T.                   | Roma              |                    |
| Valmontone                         | Valmontone (RM)   |                    |

### Classifica finale
|  | Pos. | Squadra           | Pt | G | V | N | P | GF | GS | DR |
|  | ---- | ----------------- | -- | - | - | - | - | -- | -- | -- |
|  | ?.   | La Disperata      | ?  | ? | . | . | . | .. | .. | +? |
|  | ?.   | R.S.T. Littorio B | ?  | ? | . | . | . | .. | .. | +? |
|  | 3.   | ???               | ?  | ? | . | . | . | .. | .. | +? |
|  | 4.   | ???               | ?  | ? | . | . | . | .. | .. | +? |
|  | 5.   | ???               | ?  | ? | . | . | . | .. | .. | -? |
|  | 6.   | ???               | ?  | ? | . | . | . | .. | .. | -? |
|  | 7.   | ???               | ?  | ? | . | . | . | .. | .. | -? |
|  | 8.   | ???               | ?  | ? | . | . | . | .. | .. | -? |

Legenda:

      Ammesso alle finali regionali.
Note:

Due punti a vittoria, uno a pareggio, zero a sconfitta.
Pari merito in caso di pari punti.

## Girone C

### Squadre partecipanti
| Squadra                                      | Città (provincia)  | Stagione 1941-1942 |
| -------------------------------------------- | ------------------ | ------------------ |
| G.A. Ala Littoria (B = riserve)              | Roma               |                    |
| S.S. Avia                                    | Ciampino (RM)      |                    |
| S.S. Civitavecchiese (B = riserve)           | Civitavecchia (RM) |                    |
| G.S. Az. Contin                              | Roma               |                    |
| Pol. Italia Nova                             | Roma               |                    |
| U.S. Tarquinia                               | Tarquinia (VT)     |                    |
| A.S. Trastevere                              | Roma-Trastevere    |                    |
| G.S. 1º Corpo Vigili del Fuoco (B = riserve) | Roma               |                    |

### Classifica finale
|  | Pos. | Squadra           | Pt | G | V | N | P | GF | GS | DR |
|  | ---- | ----------------- | -- | - | - | - | - | -- | -- | -- |
|  | ?.   | Tarquinia         | ?  | ? | . | . | . | .. | .. | +? |
|  | ?.   | 1º Corpo VV.FF. B | ?  | ? | . | . | . | .. | .. | +? |
|  | 3.   | ???               | ?  | ? | . | . | . | .. | .. | +? |
|  | 4.   | ???               | ?  | ? | . | . | . | .. | .. | +? |
|  | 5.   | ???               | ?  | ? | . | . | . | .. | .. | -? |
|  | 6.   | ???               | ?  | ? | . | . | . | .. | .. | -? |
|  | 7.   | ???               | ?  | ? | . | . | . | .. | .. | -? |
|  | 8.   | ???               | ?  | ? | . | . | . | .. | .. | -? |

Legenda:

      Ammesso alle finali regionali.
Note:

Due punti a vittoria, uno a pareggio, zero a sconfitta.
Pari merito in caso di pari punti.

## Finali per il titolo regionale

### Classifica finale
|  | Pos. | Squadra | Pt | G | V | N | P | GF | GS | DR |
|  | ---- | ------- | -- | - | - | - | - | -- | -- | -- |
|  | 1.   | ???     | ?  | ? | . | . | . | .. | .. | +? |
|  | 2.   | ???     | ?  | ? | . | . | . | .. | .. | +? |
|  | 3.   | ???     | ?  | ? | . | . | . | .. | .. | +? |

Legenda:

      Campione laziale di Prima Divisione 1942-1943.
Note:

Due punti a vittoria, uno a pareggio, zero a sconfitta.
Pari merito in caso di pari punti.

## Verdetti finali
- ???, ???, ??? e ??? sono ammesse alle finali regionali.
- Il ??? è campione laziale di Prima Divisione 1942-1943 ed è promosso in Serie C.[1]